# Pravidlo prorážení

Pravidlo prorážejí může být použito při určování relativního věku hornin a geologických celků. Příklad: A - zvrásněné vrstvy hornin protíná násunový zlom; B - velká intruze (proniká přes A); C - erozní úhlová diskordance (protíná A i B) na níž se usadily mladší horniny; D - vulkanická dajka (proráží přes A, B a C); E - to vše je překryto ještě mladšími horninami (překrývají C a D); F - poklesový zlom (protíná A, B, C a E)

Pravidlo prorážení patří mezi základní geologické zákony. Říká, že pokud geologická struktura proniká staršími strukturami, musí být mladší než celky, kterými proniká. To lze nejlépe demonstrovat na hlubinných magmatických tělesech. Pokud proniká intruze vyvřelých hornin do již existujících sedimentů, je zřejmé že intruze je mladší než sedimenty, do nichž proniká. Vztah intruze k okolním horninám lze pozorovat na základě existence kontaktní metamorfózy. Tu nejčastěji doprovází zóna spečených hornin, např. jíly jsou vypáleny na porcelanit. Tento zákon neplatí pouze pro intruzivní tělesa ale i pro zlomy a nekonformity. Toto pravidlo doplňuje princip superpozice.
Pravidlo původně zavedl James Hutton ve své práci Teorie Země (Theory of the Earth) v roce 1795, později jej dotvořil Charles Lyell v práci Principles of Geology v roce 1830.